# غاري أير
غاري أير هو لاعب كرة قدم كندي، ولد في 12 أكتوبر 1953 في فانكوفر في كندا. شارك مع منتخب كندا تحت 23 سنة لكرة القدم ومنتخب كندا لكرة القدم. أما مع النوادي، فقد لعب مع نيويورك كوسموس.

## وصلات خارجية
- غاري أير على موقع قاعدة بيانات كرة القدم.إي يو (الإنجليزية)
- غاري أير على موقع ناشيونال فوتبول تيمز (الإنجليزية)
- غاري أير على موقع عالم كرة القدم.نت (الإنجليزية)
- غاري أير على موقع اللجنة الأولمبية الدولية (الإنجليزية)
- غاري أير على موقع أوليمبيديا (الإنجليزية)